# Miconia pilgeriana
Miconia pilgeriana är en tvåhjärtbladig växtart som beskrevs av Ernst Heinrich Georg Ule. Miconia pilgeriana ingår i släktet Miconia och familjen Melastomataceae. Inga underarter finns listade i Catalogue of Life.